# Cyphostemma cornigerum
Cyphostemma cornigerum är en vinväxtart som beskrevs av Descoings. Cyphostemma cornigerum ingår i släktet Cyphostemma och familjen vinväxter. Inga underarter finns listade i Catalogue of Life.